# Игнатий Търновски
Игнатий Български е висш български православен духовник, борец за независима православна българска църква, седемнадесети български патриарх.

## Биография
Името Игнатий Български се споменава за първи път в Търновско евангелие (1273).
Игнатий Български възглавява църковно-политическото течение във Втората българска държава по време на управлението на Константин Асен срещу сключената между папа Григорий X и привържениците на византийския император Михаил VIII Палеолог Лионска уния (1274), и опитите чрез повсеместното ѝ въвеждане да се унищожи независимостта на българската и сръбската православни църкви. За заслугите си към православието е наречен в една преписка от 1276 – 1277 г. „стълб на Православието“, т.е. опора на православната вяра.